# Тимон Заборовський
Тимон Заборовський (пол. Tymon Zaborowski; 18 квітня 1799, с. Личківці, нині Чотківського району Тернопільської області — 20 березня 1828, м. Збриж) — польський письменник. Представник роду Заборовських.

## Життєпис
Народився в Личківцях (Галичина, маєток у селі був його резиденцією, після нього — брата Константія) біля підніжжя Медоборів. Син заможного шляхтича, власника маєтку у Личківцях Юзефа Заборовського та його дружини Юліанни з дому Шептицької.
Відвідував Волинський ліцей (Крем'янець). Входив до літерарського кола ліцею, з 1814 року почав писати. 1817 року виїхав до Варшави, де перебував 2 роки. У Варшаві редагував літерарську частину в науковому журналі, у якому разом зі Скороморовським видавали твори вихованців Волинського ліцею, перекладав Вольтера. Пізніше повернувся на Поділля, перебував у домах родичів.
Трагічно загинув 20 березня 1828 року.

## Творчість
Одним з перших почав вивчати та збирати народні думи.
- Трагедія Богдан Хмельницький,
- Поема Боян (Київська трагедія за часів синів Володимира) ,
- Драматична поема за часів Мечислава,
- Думи подільські,
- Поема про Болеслава Хороброго